# Bálint Török
Bálint Török d'Enying (entre el 25 de setembre de 1502 i el 24 de febrer de 1503 – castell de Yedikule, Istanbul, 1551) fou un aristòcrata hongarès, ban de Nándorfehérvár (Belgrad), i entre 1527-1542 senyor de Csesznek.